# Чэнъань
Чэнъа́нь (кит. упр. 成安, пиньинь Chéng'ān) — уезд городского округа Ханьдань провинции Хэбэй (КНР). Название уезда означает пожелание «достижений и спокойствия».

## История
При империи Западная Хань здесь был создан уезд Чицю (斥丘县). При узурпаторе Ван Мане он был переименован в Лицю (利丘县), но при империи Восточная Хань ему было возвращено название Чицю. При империи Восточная Вэй в 534 году он был присоединён к уезду Линьчжан. При империи Северная Ци уезд был воссоздан, получив при этом название Чэнъань. При империи Тан в 905 году уезду было возвращено название Чицю, но при империи Поздняя Тан он вновь получил название Чэнъань. При империи Сун в 1073 году к нему был присоединён уезд Хуаньшуй (洹水县). При монгольской империи Юань уезд Чэнъань был в 1265 году присоединён к уезду Фуян (滏阳县), но позднее воссоздан. При империи Мин в 1368 году уезд был расформирован, но в 1371 году воссоздан. В 1644 году уезд был захвачен войсками Ли Цзычэна и переименован в Чжанъань (漳安县), но после установления империи Цин уезду было возвращено название Чэнъань.
В 1949 году был создан Специальный район Ханьдань (邯郸专区), и уезд вошёл в его состав. В 1958 году уезд Чэнъань был присоединён к уезду Цысянь, но в 1961 году уезд был восстановлен в прежних границах. В 1970 году Специальный район Ханьдань был переименован в Округ Ханьдань (邯郸地区). В июне 1993 года округ Ханьдань и город Ханьдань были расформированы, и образован Городской округ Ханьдань.

## Административное деление
Уезд Чэнъань делится на 4 посёлка и 5 волостей.